# گیدو وینتربرگ
گیدو وینتربرگ (انگلیسی: Guido Winterberg؛ زادهٔ ۱۹ اکتبر ۱۹۶۲) دوچرخه‌سوار اهل سوئیس است.